# Jagdgeschwader 76
Jagdgeschwader 76 (dobesedno slovensko: Lovski polk 76; kratica JG 76) je bil lovski letalski polk (Geschwader) v sestavi nemške Luftwaffe med drugo svetovno vojno.

## Organizacija
- štab
- I. skupina
- II. skupina
- III. skupina

## Vodstvo polka
Poveljniki polka (Geschwaderkommodore)
- Major Anton Hackl: avgust 1944
- Major Ernst Düllberg: 7. oktober 1944